# 布莱恩·劳德鲁普
布莱恩·劳德鲁普（丹麥語：Brian Laudrup，丹麥語發音：[ˈpʁiːæn ˈlɑwˀtʁɔp]，1969年2月22日—），前丹麥足球運動員，与他的兄长米歇尔·劳德鲁普等都是丹麥足球黄金一代中最傑出的人物之一。他於2003年被球王比利評為FIFA 100成員之一。

## 生平
白賴仁·勞特立出身於丹麥球會邦比，十八歲已進入國家隊出戰國際賽。由於其表現超卓，1989年已獲選為丹麥足球先生，並年轉會到鄰國德國的烏丁根(KFC Uerdingen 05)。但只效力一季，劳德鲁普就轉會到德國班霸拜仁慕尼黑。
劳德鲁普在球員生涯中最突出之成就，莫過於他於國家隊時，協助國家隊贏過1992年歐洲國家盃。當屆預選賽時，他和兄長麥可兩人與教練尼爾森起了不小的爭執後退出國家隊，丹麥最後在預選賽排名第二，沒有獲得正賽資格，沒想到因南斯拉夫（丹麥在預選賽所在小組的冠軍）內戰而被禁賽，同組第二的丹麥臨時得以用後補身份登場，此時教練趕緊徵招當時多半因球季結束而正在休息的丹麥國腳們回歸，此時布萊恩回心轉意，同意隨隊出征，沒想到丹麥連續在準決賽和決賽擊敗了衛冕冠軍荷蘭以及應屆的世界冠軍德國隊奪冠而回，被認為是足球史上最大的冷門之一。該年白賴仁·勞特立再一次被選為丹麥足球先生。
不過此後白賴仁·勞特立過得並不如意。1992年轉投意甲的費倫天拿，僅一季就降級；翌年轉投意甲無敵之師AC米蘭，但只上陣9場比賽。與此同時國家隊更未能打入1994年世界盃。直至1994年轉到英國加盟格拉斯哥流浪，劳德鲁普表現才現復甦，贏得三屆蘇超冠軍(1994-95, 1995-96, 1996-97)。而在1998年世界盃，丹麥在八強2比3惜敗給最後的亞軍巴西隊，賽後以29歲之齡宣告退出國家隊。
自1998年南下英超加盟球會車路士起，白賴仁·勞特立表現漸告下滑，只效力半季就回到丹麥加盟哥本哈根。1999年再到荷蘭加盟阿積士，至2000年宣告退役。

## 榮譽
邦比
- 丹麥聯賽冠軍: 1987, 1988

AC米蘭
- 意大利甲組聯賽冠軍: 1993-1994
- 歐洲聯賽冠軍盃冠軍: 1993-1994

格拉斯哥流浪
- 蘇超冠軍: 1994-95, 1995-96, 1996-97
- 蘇格蘭盃冠軍: 1995-96
- 蘇格蘭聯賽盃冠軍: 1996-97

車路士
- 歐洲超霸盃冠軍: 1998

丹麥國家隊
- 歐洲國家盃冠軍： 1992
- 洲際國家盃冠軍： 1995

個人
- 丹麥足球先生： 1989, 1992, 1995, 1997
- 蘇格蘭FWA足球先生： 1994-1995, 1996-1997
- 蘇格蘭PFA足球先生： 1995-1995
- FIFA　100
- 丹麥足球名人堂 (2012年)[1]